# Juttadinteria
Juttadinteria is een geslacht uit de ijskruidfamilie (Aizoaceae). De soorten uit het geslacht komen voor van in Namibië tot in de Kaapprovincie in Zuid-Afrika.

## Soorten
- Juttadinteria albata (L.Bolus) L.Bolus
- Juttadinteria attenuata Walgate
- Juttadinteria ausensis (L.Bolus) Schwantes
- Juttadinteria deserticola (Marloth) Schwantes
- Juttadinteria simpsonii (Dinter) Schwantes

... · 
Antimima · 
Argyroderma · 
Carpobrotus · 
Disphyma · 
Dorotheanthus · 
Gibbaeum · 
Lapidaria · 
Lithops · 
Mesembryanthemum · 
Sceletium · 
Tetragonia · 
...